# Группенфюрер (СС и СА)

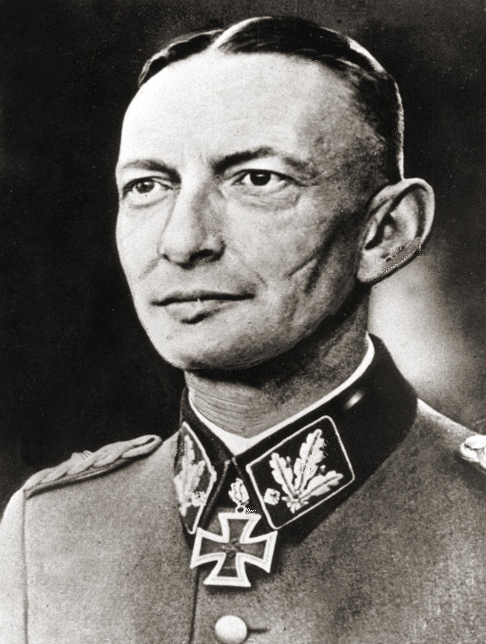
Группенфюрер СС Генрих-Фридрих Райнефарт (генерал-лейтенант в 1933—1945 годах; до аварии 1936 года).

Группенфюрер (нем. Gruppenführer) — одно из высших званий в СС, СА, НСКК и НСФК, с 1933 года соответствовало званию генерал-лейтенанта. Также — специальное звание в ряде полувоенных формирований.
Знаки различия группенфюрера СС и генерал-лейтенанта войск СС

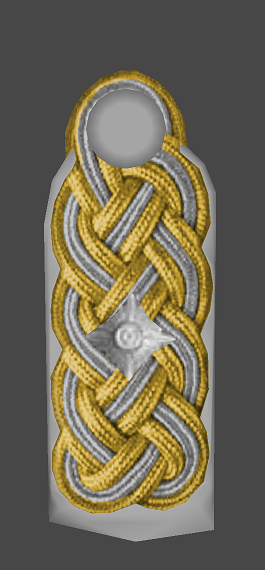
Погон
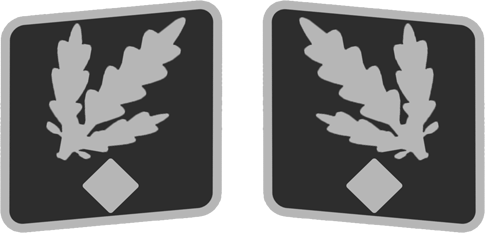
Петлицы (СС, 1942-1945)
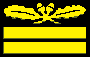
Нарукавная нашивка на маскировочный костюм
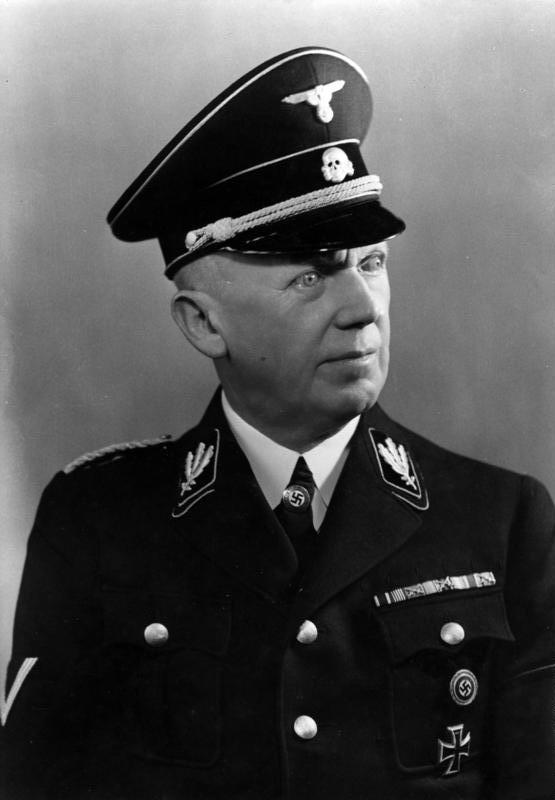
Группенфюрер СС Ганс Генрих Ламмерс в чёрной униформе Общих СС со знаками различия, существовавшими до апреля-мая 1942 года
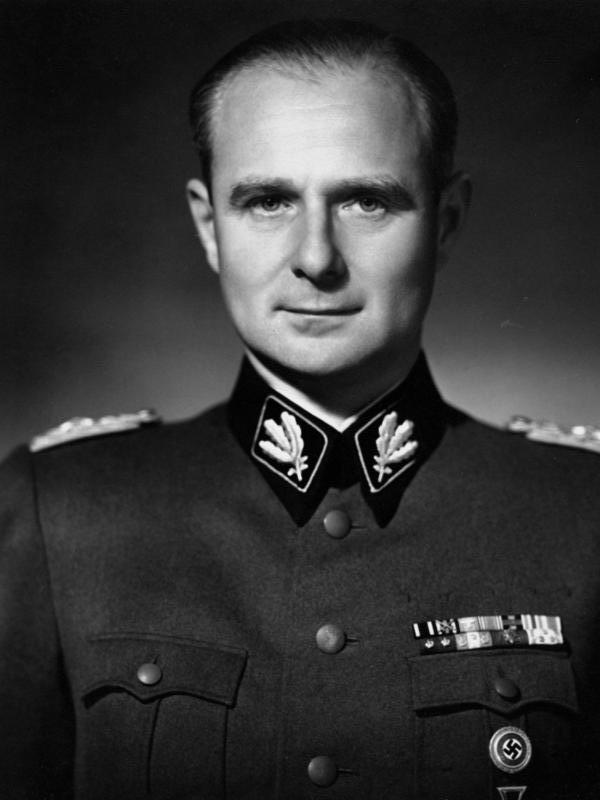
Группенфюрер СС Карл Вольф со знаками различия, существовавшими до апреля-мая 1942 года
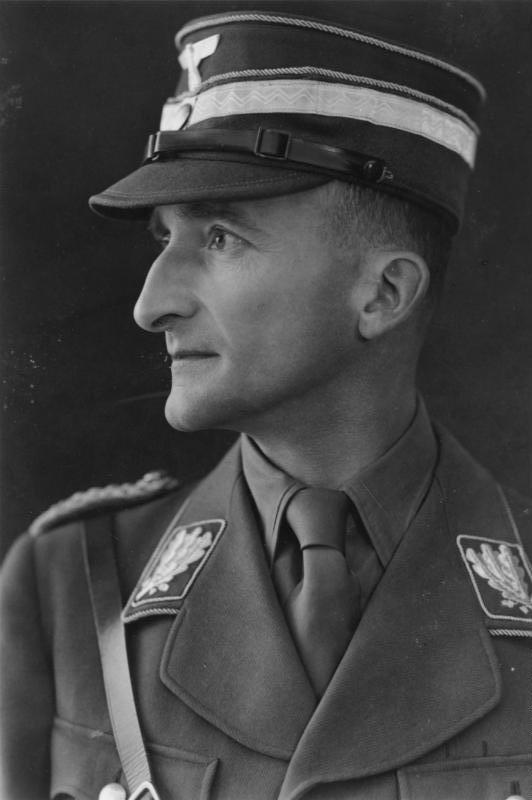
Группенфюрер СА граф Генрих Финк фон Финкенштейн (знаки различия раннего образца)
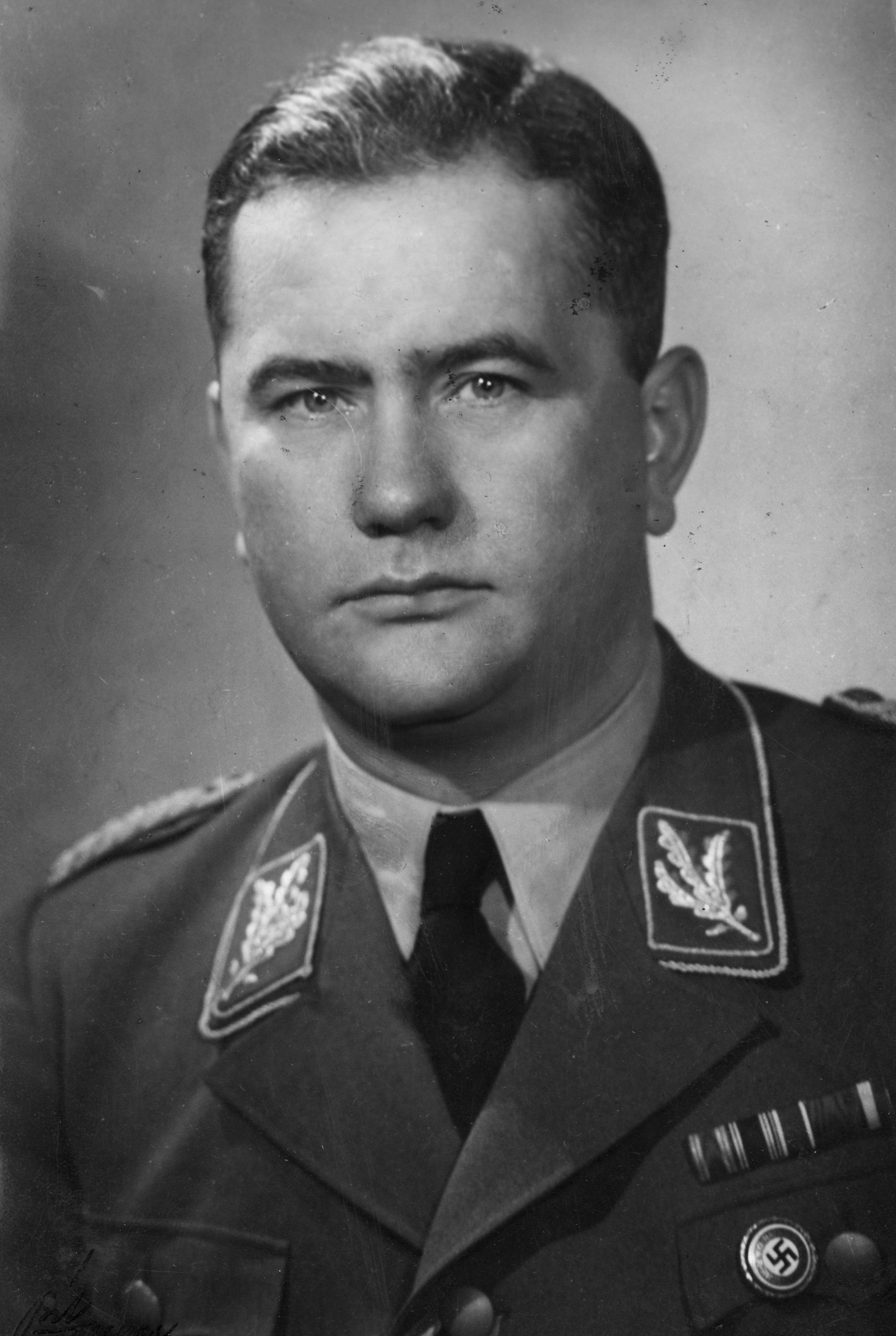
Группенфюрер СА Людвиг Фишер (знаки различия конца 1930-х — начала 1940-х гг.)

Звание было введено в сентябре 1925 как звание (на первых порах — единственное) руководителя основного подразделения организации СС — группы (нем. SS-Gruppe). В период с 1926 по 1936 являлось званием высших руководителей территориальных подразделений организации Абшнит СС (нем. SS-Abschnitte), Оберабшнит (нем. SS-Oberabschnitte). С момента создания войск СС соответствовало званию генерал-лейтенанта и должности заместителя командующего армией, командира корпуса. В центральном аппарате СС данное звание соответствовало должности руководителя одного из департаментов (нем. SS-Hauptamt). Например, РСХА руководил до своей гибели в 1942 году группенфюрер СС Рейнхард Гейдрих, а затем обергруппенфюрер СС Эрнст Кальтенбруннер.
В организации «Стальной шлем», которая в 1933 г. вошла в состав СА, аналогом было звание «дивизионсфюрер» (командир дивизии).
До 1942 г. группенфюрер носил в петлице три дубовых листа (знак различия заимствован из «Стального шлема»), с 1942 г. (только в СС/СД) — три дубовых листа и одну звезду.
Изменение знаков различия высших фюреров (генералов) СС в апреле 1942 года было вызвано введением звания оберстгруппенфюрер и желанием унифицировать количество звёздочек на петлицах и на погонах, которые носились на всех других видах формы, кроме партийной, поскольку с увеличением количества частей войск СС всё чаще возникали проблемы с корректным распознаванием званий СС обычными военнослужащими вермахта.
Звание получили 112 человек.
В случае назначения обладателя этого звания на должность полицейской (с 1933 года) или военной (с 1936 года) службы он получал дублирующее звание в соответствии с характером службы:
- группенфюрер СС и генерал-лейтенант полиции — нем. SS Gruppenführer und der Generalleutnant der Polizei
- группенфюрер СС и генерал-лейтенант Войск СС — нем. SS Gruppenführer und der Generalleutnant der Waffen-SS

В частности, упомянутый Р. Гейдрих носил дублирующее звание генерал-лейтенанта полиции.